# Acanthonevra sumbawana
Acanthonevra sumbawana är en tvåvingeart som först beskrevs av Erich Martin Hering 1941.  Acanthonevra sumbawana ingår i släktet Acanthonevra och familjen borrflugor. Inga underarter finns listade i Catalogue of Life.